# Liste der Kulturdenkmäler in Rothenbach
In der Liste der Kulturdenkmäler in Rothenbach sind alle Kulturdenkmäler der rheinland-pfälzischen Ortsgemeinde Rothenbach einschließlich der Ortsteile Himburg und Obersayn aufgeführt. Grundlage ist die Denkmalliste des Landes Rheinland-Pfalz (Stand: 21. Dezember 2021).

## Einzeldenkmäler
| Bezeichnung                  | Lage                                 | Baujahr                  | Beschreibung | Bild                           |
| ---------------------------- | ------------------------------------ | ------------------------ | --- | ------------------------------ |
| Ehemalige katholische Kirche | Rothenbach, Brückenstraße 7 Lage     | 1899                     | neuromanischer Backsteinsaal, bezeichnet 1899; in den 1960er Jahren profaniert                                                                 | weitere Bilder Fotos hochladen |
| Quereinhaus                  | Rothenbach, Koblenzer Straße 7 Lage  | 17. oder 18. Jahrhundert | Fachwerk-Quereinhaus mit Niederlass, verputzt und verkleidet, wohl aus dem 17. oder 18. Jahrhundert                                            | weitere Bilder Fotos hochladen |
| Wohnhaus                     | Rothenbach, Koblenzer Straße 13 Lage | um 1900                  | Fachwerkhaus, um 1900, im Kern älter | Fotos hochladen                |
| Quereinhaus                  | Himburg, Nr. 9 Lage                  | 18. Jahrhundert          | Quereinhaus mit Niederlass, teilweise massiv, Fachwerk aus dem 18. Jahrhundert, Wirtschaftsteil aus der ersten Hälfte des 19. Jahrhunderts     | Fotos hochladen                |
| Hofanlage                    | Obersayn, Nr. 29 Lage                | um 1700                  | Streuhof; Fachwerkhaus, um 1700, im 19. Jahrhundert erweitert; Stallscheune, teilweise Bruchstein, Fachwerk, erste Hälfte des 18. Jahrhunderts | weitere Bilder Fotos hochladen |